# Akustisk invarians
Akustisk invarians är antagandet att alla språkligt definierade enheter (till exempel fonem) har en gemensam akustisk kärna på alla ställen de förekommer. Antagandet är grunden till det så kallade invariansproblemet som består i svårigheten att överbrygga skillnaden mellan fonologiska och fonetiska strukturer teoretiskt. Problemet berör bland annat vad det underliggande invarianta i ett språkljud består av.